# Choral Public Domain Library
Choral Public Domain Library (CPDL, ook ChoralWiki) is een digitale bibliotheek met partituren (in Nederland ook wel bladmuziek genaamd) die in het publieke domein zijn. De website is gebaseerd op wiki-software. Behalve partituren bevat de CPDL bij veel composities midi's die als hulp dienen bij het instuderen.

## Alternatieven
- IMSLP - International Music Score Library Project
- WIMA: Werner Icking Music Archive, inmiddels gefuseerd met IMSLP
- Mutopia